# Minoru Kobata
Minoru Kobata (Prefectura de Saitama, Japó, 24 de novembre de 1946), és un exfutbolista japonès.

## Selecció japonesa
Minoru Kobata va disputar 13 partits amb la selecció japonesa.